# The Attachmate Group
A Attachmate Group, Inc. foi uma holding de empresas de software com sede em Houston, Texas, nos Estados Unidos. As empresas detidas pelo grupo incluíam Attachmate, NetIQ, Novell e SUSE.
Em 15 de setembro de 2014, a empresa Britânica Micro Focus International anunciou que iria adquirir a Attachmate Group por US$1,2 bilhão.